# Facultad de Ciencias Naturales y Matemática de la Universidad de El Salvador
La Facultad de Ciencias Naturales y Matemática de la Universidad de El Salvador es una de las facultades más importantes de la institución de educación superior, con su sede en el campus central de la UES.

## Historia[2]
La Facultad de Ciencias Naturales y Matemática nace de un sueño que fue concretizado por un pedagogo salvadoreño que no se rindió hasta verlo hecho realidad. El Dr. Fabio Castillo Figueroa, quien en aquel entonces era el señor rector de la Universidad de El Salvador, acompañado de un grupo de docentes que procedían de tres Facultades distintas (Ingeniería y Arquitectura; Ciencias y Humanidades y Química y Farmacia), así como de un grupo de trabajadores administrativos que procedía de las Facultades arriba mencionadas, impulsaron la fundación de la facultad.
Fue así entonces que el día 5 del mes de septiembre del año de 1991, cuando el Consejo Superior Universitario da un paso importante en la creación de nuestra Facultad, ya que en esa fecha según Acuerdos No. 7-92-95 del 05/09/91 y No. 25-91-95 del 23/01/92 se implementa el Instituto de Ciencias Naturales y Matemática, y tomado como base dicho Acuerdo el Dr. Fabio Castillo Figueroa, nombra a la Licda Marina Estela Contreras de Tobar como Directora de dicho Instituto.
La Licda de Tobar con el apoyo del Dr. Castillo Figueroa y de aquel grupo de docentes y administrativo, empieza a gestionar la infraestructura física de nuestra Facultad; pues no se contaba el presupuesto para su funcionamiento. De tal modo que se llega aun acuerdo entre las Facultades de Ingeniería y Arquitectura y Ciencias y Humanidades de conceder a nuestra Facultad los siguientes edificios: Edificio de la Escuela de Biología, Edificio de la Escuela de Física (Hoy Edificio “Fabio Castillo”) Auditórium No. 2 de la Facultad de Ciencias y Humanidades (Hoy Auditórium de la Facultad de Ciencias Naturales y Matemática). Las situaciones de infraestructura física y económica eran muy precarias. Pero esto no fue motivo para que el día 4 de enero de 1992, la Facultad, empezará a funcionar como tal, siendo su primera Decana la Licda. Marina Estela Contreras de Tobar, elegida por los tres sectores (Docente, Estudiantes y Administrativo).
Quedando conformada sus Autoridades de la siguiente manera:
Decana : Licda. Contreras de Tobar (Bióloga). Vicedecana: Dr. Francisco Manuel Castillo Samayoa (Químico- Farmacéutico) Secretario: Licdo. Rodolfo Fernando Menjivar (Biólogo) quien renunció a su primer año de gestión. Secretaria: Dra. Rhina Yolanda Guerrero de Lara Q.D.D.G. Química- Farmacéutica).
La Facultad de Ciencias Naturales y Matemática, conformó su personal con los docentes y administrativos que provenían de las Facultades de Ingeniería y Arquitectura (Escuelas de Física y Matemática), Ciencias y Humanidades (Biólogos), Química y Farmacia (Químicos), en un principio todo el personal cobraba su salario en las Facultades de origen puesto que no se contaba con presupuesto propio.

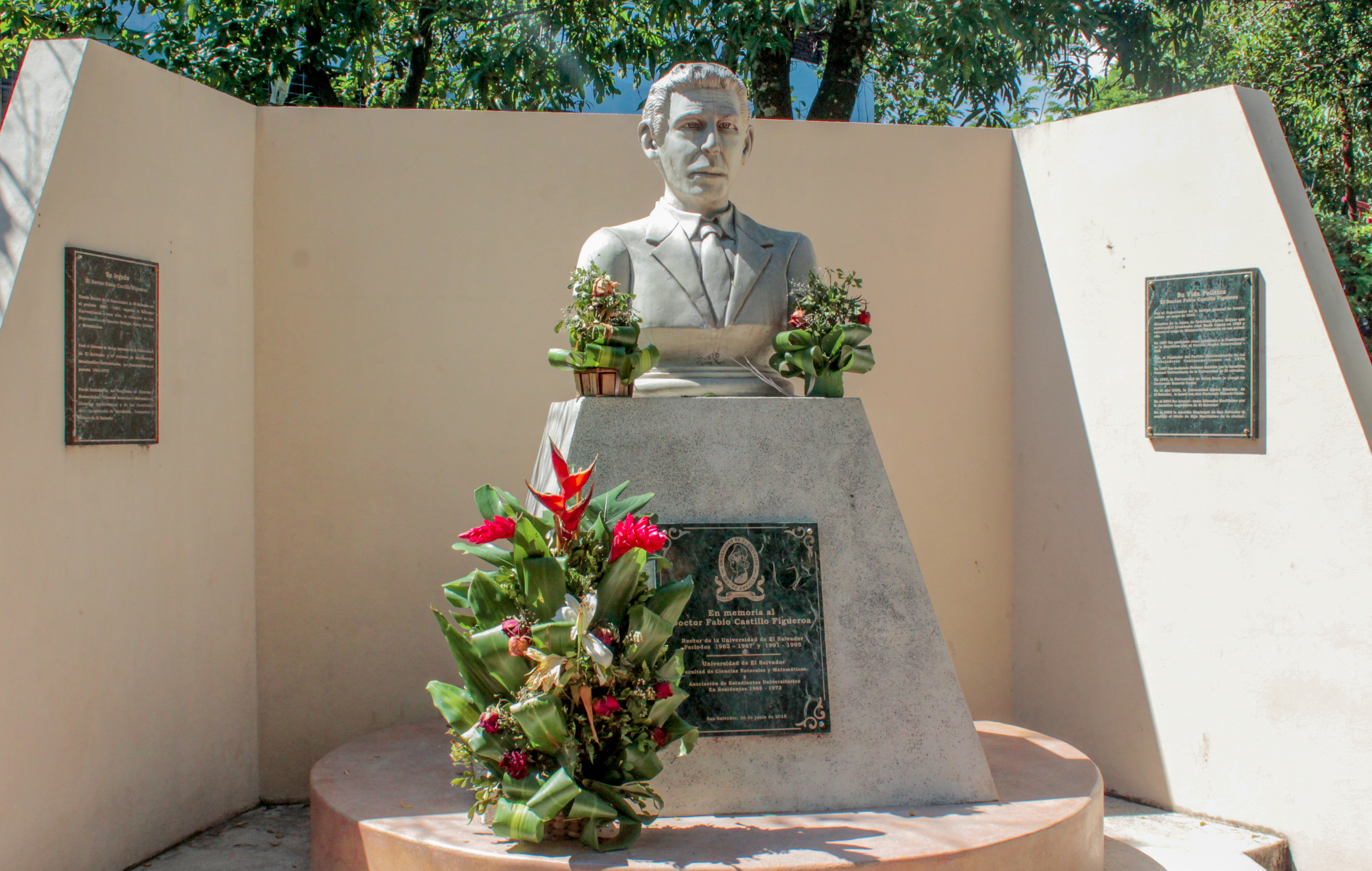
Busto del Dr. Fabio Castillo Figueroa, fundador de la Facultad de Ciencias Naturales y Matemática

Fue hasta el mes de julio de 1994, que la Facultad cuenta con presupuesto propio en cuanto al pago de salario de su personal no así en funcionamiento, fueron días difíciles pero esta situación no fue motivo para que las autoridades de aquel entonces no sacaran adelante a nuestra Facultad.
Hoy en día, la Facultad cuenta con su propio presupuesto proporcionado por el Gobierno de El Salvador y otros ingresos propios. Además cuenta con los remanentes de los Proyectos del Ministerio de Educación, los cuales le han permitido modernizarse su sistema informático y contar con unidades de transporte de reciente adquisición, sistema bibliotecario con una amplia variedad de libros, tesis y publicaciones y modernos laboratorios.
Creemos que el sueño del Dr. Fabio Castillo, no fue un sueño limitado y con el apoyo de sus hijos los estudiantes, docentes y administrativos nuestra Facultad; que hoy en día va en crecimiento llegue hacer lo que el Dr. Fabio Castillo soñó, la Facultad de las Ciencias Naturales y Matemática.

## Filosofía institucional

### Misión[3]
La formación científica y tecnológica de profesionales con elevado nivel académico en: Biología, Física, Matemática y Química, conforme a los estándares de calidad de excelencia académica, mediante la docencia, investigación y proyección social. Aplicar el conocimiento científico y tecnológico para incidir en el desarrollo humano y social. Fundamentada en valores éticos, culturales y ecológicos, en contribución al desarrollo sustentable, hacia el progreso nacional y regional.

### Visión[4]
Ser una institución de Educación Superior de Ciencias Naturales y Matemática de excelencia académica. Asumir con responsabilidad y liderazgo, el papel que dentro de su competencia le corresponde desempeñar en los aspectos científicos, educacionales, ambientales y tecnológicos que le permitan coadyuvar a la mejora de la calidad de vida de los salvadoreños,/as como a una mejor utilización de los recursos naturales del país y la región Centroamericana.

### Objetivos[5]
Alcanzar la Excelencia Académica de la Facultad por medio de la reforma académica y administrativa que posibilite la organización, ejecución y evaluación de planes y programas académicos, Proyectos y Programas de Investigación, en procura de elevar la calidad profesional de sus egresados y los aportes tecnológicos de su pertinencia a la sociedad salvadoreña.

### Principios
- Garantizar la participación proactiva de Docentes, Estudiantes y Personal Administrativo, y apoyar un proceso de desarrollo que responda a sus necesidades y aspiraciones.
- Propiciar la integración académica de todas las Unidades de la Facultad.
- Garantizar una política de imparcialidad y ecuanimidad en la toma de decisiones.
- Garantizar el control y transparencia en el manejo de los fondos asignados.
- Priorización de los gastos según necesidades.

### Políticas[6]
- Promover la Investigación Científica como la actividad académica principal de la Facultad de Ciencias Naturales y Matemática, convirtiéndola en el eje que dinamice la Docencia y Proyección Social.
- Capacitación científica, pedagógica y técnica al personal docente para mejorar la calidad de la enseñanza en las áreas de su competencia y de acuerdo con las necesidades curriculares por carrera.
- Readecuar las estructuras orgánicas y funcionales de la Facultad y propiciar las condiciones que viabilicen la realización óptima de la actividad académica.
- Involucrar al personal docente en la revisión, actualización y flexibilización de los planes curriculares por carrera.
- Utilizar en forma racional, eficiente y transparente los recursos financieros, materiales y humanos prioritariamente para las actividades académicas.
- Desarrollar acciones de gestión y autogestión que permitan obtener un financiamiento adecuado para el equipamiento de los laboratorios y demás unidades administrativa
- Establecer convenios de cooperación con organismos estatales y privados, nacionales y extranjeros con el fin de apoyar la actividad académica de la Facultad y desarrollar capacidad real de incidir en la solución de la problemática nacional en las áreas de competencia.
- Fortalecer la cooperación institucional con organismos nacionales e internacionales, estableciendo convenios y poniendo en marcha los existentes
- Gestionar la obtención de recursos materiales y financieros necesarios para el cumplimiento de la misión de la Facultad

## Instalaciones

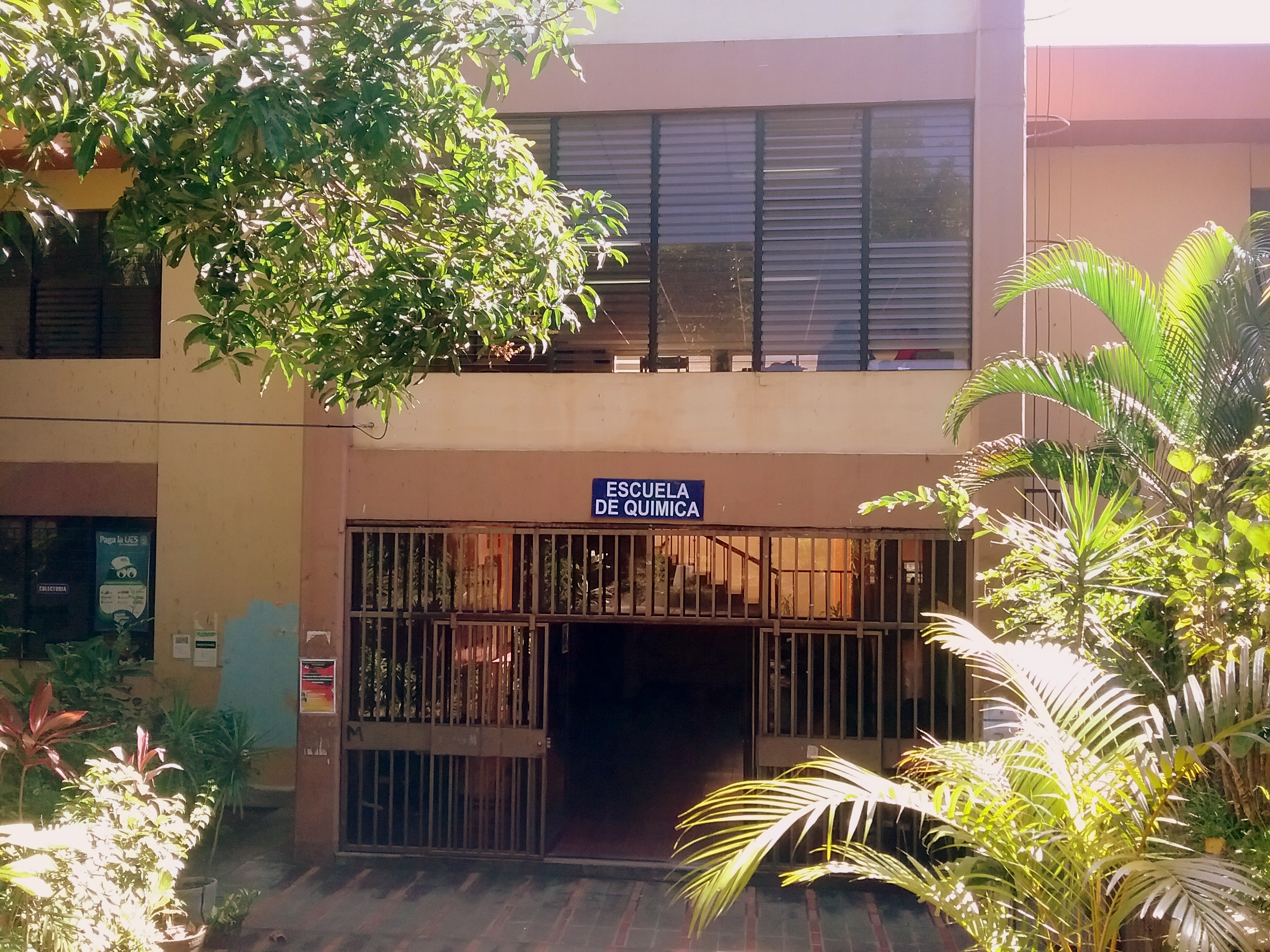
Escuela de Química.

## Oferta académica
| CARRERAS DE PREGRADO:                                                             |
| Profesorado en Biología para Tercer Ciclo de Educación Básica y Educación Media   |
| Licenciatura en Biología                                                          |
| Licenciatura en Biología Marina                                                   |
| Profesorado en Física para Tercer Ciclo de Educación Básica y Educación Media     |
| Licenciatura en Física                                                            |
| Licenciatura en Geofísica                                                         |
| Profesorado en Química para Tercer Ciclo de Educación Básica y Educación Media    |
| Licenciatura en Ciencias Químicas                                                 |
| Profesorado en Matemática para Tercer Ciclo de Educación Básica y Educación Media |
| Licenciatura en Matemática                                                        |
| Licenciatura en Estadística                                                       |
| Licenciatura en Enseñanza de las Ciencias Naturales                               |
| Licenciatura en Enseñanza de la Matemática                                        |
| Licenciatura en Informática Educativa                                             |

| CARRERAS DE POSGRADO:                                                    |
| Maestría en Gestión Ambiental                                            |
| Maestría en Manejo Sustentable de los Recursos Naturales Continentales   |
| Maestría en Manejo Sustentable de los Recursos Naturales Costero-Marinos |
| Maestría en Física                                                       |
| Maestría en Química                                                      |
| Maestría en Didáctica de la Matemática                                   |
| Maestría en Estadística                                                  |
| Maestría en Matemática Fundamental                                       |
| Doctorado Regional en Ciencias Físicas                                   |
| Doctorado en Matemática                                                  |

## Instalaciones[8]
| 1  | AULAS                                       | 11 |
| 2  | SALA DE SESIONES                            | 4  |
| 3  | LABORATORIO DE ESPECTROSCOPÍA               | 1  |
| 4  | LABORATORIO BÁSICO                          | 3  |
| 5  | LABORATORIO AVANZADO                        | 1  |
| 6  | LABORATORIO DE GEOFÍSICA                    | 1  |
| 7  | CUBÍCULOS ADMINISTRATIVOS                   | 4  |
| 8  | CUBÍCULOS DOCENTES                          | 34 |
| 9  | TALLER DE MECÁNICA                          | 1  |
| 10 | TALLER DE ELECTRÓNICA                       | 1  |
| 11 | LABORATORIO DE MICROBIOLOGÍA                | 1  |
| 12 | LABORATORIO DE BIOLOGÍA CELULAR Y MOLECULAR | 1  |
| 13 | LABORATORIO DE CULTIVO DE TEJIDOS VEGETALES | 1  |
| 14 | LABORATORIO ACUÁTICO                        | 1  |
| 15 | LABORATORIO DE TOXINAS MARINAS              | 1  |
| 16 | COLECCIONES BIOLÓGICAS DE REFERENCIA        | 6  |
| 17 | GRANJA PISCÍCOLA EXPERIMENTAL               | 1  |
| 18 | VIVERO                                      | 1  |
|    | Total                                       | 74 |